# Royal Aircraft Factory R.E.8
Royal Aircraft Factory R.E.8 – brytyjski dwupłatowy samolot rozpoznawczy i lekki bombowy z okresu I wojny światowej.

## Historia

Silnik RAF 4a eksponowany w MLP w Krakowie

R.E.8 planowany był jako konstrukcja, mająca zastąpić podatny na uszkodzenia samolot B.E.2 i był jego udoskonaloną wersją. Od 1916 r. wyprodukowano 4099 egzemplarzy samolotu, które walczyły m.in. we Włoszech, Rosji, Palestynie i Mezopotamii.
Prace nad samolotem rozpoczęto w 1915 r. Pierwszy prototyp R.E.8 (skrót od Reconnaissance Experimental 8, tj. Rozpoznawczy Eksperymentalny nr 8), został oblatany 17 czerwca 1916 r. Produkcja seryjna rozpoczęła się w sierpniu 1916 r. zaś pierwsze egzemplarze seryjne w listopadzie 1916 r. przybyły do Francji. Samolot był jednak niestabilny i miał tendencję do wpadania w korkociąg, czego wynikiem było wiele wypadków śmiertelnych. Próbowano temu zaradzić powiększając stary kierunku, jednak wada nie została w ten sposób usunięta, ujawniły się natomiast problemy z wytrzymałością.
Poza macierzystą firmą samolot był produkowany także przez ośmiu innych wytwórców, m.in. przez Austin Motors, Standard Motors, Siddeley-Deasy i Coventry Ordnance Works.
R.E.8 był większy i mocniej zbudowany niż B.E.2. Wyposażony był w synchronizowany karabin Lewis MG kalibru 7,7 mm lub dwa karabiny Lewis MG zamontowane na obrotowym stelażu przy kabinie obserwatora. Podobnie jak B.E.2 samolot R.E.8 nadawał się do obserwacji wrogich jednostek wojskowych, jednak miał trudności z wymanewrowaniem nieprzyjacielskich myśliwców. Dość często zdarzało się także, że przy postrzeleniu w bak, paliwo miało tendencję do szybkiego zapalania się. O wysokiej podatności samolotu na zestrzelenie świadczy przykład z 13 kwietnia 1917 r., kiedy to sześć egzemplarzy R.E.8 zetknęło się podczas lotu z jednym myśliwcem ze słynnej jednostki Jasta 2 i w ciągu kilku minut wszystkie brytyjskie samoloty zostały zestrzelone.
Większość R.E.8 wyposażona była w dwunastocylindrowy silnik rzędowy Royal Aircraft Factory 4a o mocy 150 KM (112 kW), które później wymieniono na mocniejsze silniki RAF 4d o mocy 200 KM (149 kW). Pewna liczba samolotów napędzana była silnikami Hispano Suiza. Spaliny uchodziły poprzez rury wydechowe, wysunięte ponad górnym płatem.

## Użycie bojowe
W samoloty R.E.8 wyposażone było 18 eskadr Royal Flying Corps w 1917 r. i 19 eskadr w 1918 r. R.E.8 był wykorzystywany jako samolot rozpoznawczy, lekki bombowiec oraz nocny myśliwiec. Poza Wielką Brytanią samolot w czasie wojny był wykorzystywany jeszcze w Belgii, która od 22 lipca 1917]r. użytkowała 22 samoloty.
Po zakończeniu działań wojennych samolot szybko wyszedł z użycia. Do dziś zachowały się tylko dwa egzemplarze R.E.8. Renowacja samolotu o numerze F3556 zakończyła się w brytyjskim Imperial War Museum w Duxford w 2004 r. Drugi egzemplarz R.E.8 znajduje się w Brukseli.

## Użycie w lotnictwie polskim
Polska nie używała tego typu samolotu, przejęto jedynie jeden samolot RAF RE8 nr 4843 należący do Armii Konnej Budionnego, który lądował awaryjnie 4 lutego 1920 w zajętym przez Polaków Kijowie. Uszkodzony podczas lądowania samolot został zdemontowany i odesłany do Warszawy. Tam jednak uznano, że maszyna nie nadaje się do remontu i przeznaczono ją do kasacji.